# Get Ur Freak On
Get Ur Freak On è un singolo della rapper statunitense Missy Elliott, scritto dalla stessa e prodotto da Timbaland. Il brano è stato pubblicato come primo singolo tratto dal terzo album della rapper, Miss E... So Addictive, nella primavera del 2001 ed ha avuto molto successo nelle classifiche statunitensi di Billboard, dove raggiunse la terza posizione nella classifica R&B/Hip-Hop e la settima in quella pop. Il singolo entrò anche nella top5 della classifica britannica e in molte altre classifiche internazionali, e vinse ai Grammy Awards del 2002 come Miglior interpretazione rap solista. Il brano ha ricevuto un premio ai Soul Train Music Awards e tre nomination agli MTV Video Music Awards del 2001, e viene spesso inserito in classifiche riguardo ai migliori brani degli anni 2000 o dell'hip-hop.

## Composizione e testo
Il brano è stato prodotto da Timbaland utilizzando una base di sei note composta sulla melodia di un tumbi, uno strumento a corde indiano. Questa base infatti è profondamente influenzata dalle sonorità bhangra tipiche del Punjab, una regione del Nord dell'India. Il sound è tipico delle produzioni di Timbaland a cavallo tra fine 1999 e 2002, influenzate da sonorità orientali ed etniche; altre canzoni che presentano elementi tratti dalla musica orientale prodotte da Timbaland sono Big Pimpin' di Jay-Z, We Need a Resolution di Aaliyah e Ugly di Bubba Sparxxx (quest'ultima canzone utilizza il campionamento di una parte di Get Ur Freak On, e Elliott appare anche nel video di Ugly). Il testo utilizza frasi in giapponese e hindi, pronunciate da voci maschili. La canzone si apre infatti con la frase giapponese "Kore kara minna de mechakucha odotte. Sawagou, sawagou" (Tutti iniziano a ballare selvaggiamente adesso. Facciamo rumore, facciamo rumore). Il testo non fa riferimento a qualcosa di preciso, ma invita il pubblico a scatenarsi. In un'intervista alla rivista Blender del 2007 la cantante/rapper ha dichiarato: "Potrebbe riguardare il ballo, la camera da letto, qualunque cosa. Stai pulendo la casa? Get Ur Freak On!".

## Video
Il videoclip del singolo è il primo della cantante ad essere stato diretto da Dave Meyers, con il quale inizierà una fruttuosa collaborazione dopo quella con Hype Williams per i video precedenti. Il video è introdotto dalla scritta argentata "Missy Elliott presents" (Missy Elliott presenta) e da un guerriero ninja che pronuncia la frase giapponese che apre la canzone. Il video è ambientato in uno spazio surreale e bizzarro simile a un mondo sotterraneo abitato da creature inquietanti. La scenografia mostra canali di scolo, condotti di aerazione e saloni da ballo soffocati da piante infestanti e muschio, in cui sono visibili i segni del tempo. Tra le creature che abitano questo ambiente ci sono esseri bluastri che vivono a testa in giù zombie bianchi che si arrampicano con facilità sui muri. Nel salone da ballo viene eseguita una coreografia hip-hop in cui i ballerini sembrano rimanere sospesi nel tempo, mentre Elliott si appende a un enorme lampadario. Tra i vari effetti speciali c'è quello che permette al collo della cantante di allungarsi a dismisura serpeggiando. La parte finale del video utilizza l'audio di Lick Shots, e in questa sequenza la cantante si trova a guidare un'automobile con delle amiche. Questo video mostra il nuovo look di Elliott, fatto di capelli rame corti e giacche piene di lustrini. Il video prevede la partecipazione di diversi artisti: Timbaland, Ja Rule, LL Cool J, Eve, Ludacris, Nicole Wray.
Il video è stato presentato per la prima volta a 106 & Park di BET.

## Riconoscimenti
Il brano è stato nominato ai Grammy del 2002 sia come Miglior canzone R&B che come Miglior interpretazione rap solista, vincendo in quest'ultimo caso. In questo modo il brano è diventato il primo di Missy Elliott ad aver ricevuto un Grammy. Il pezzo ha vinto anche ai Soul Train Music Awards dello stesso anno come Miglior Video Rap o R&B/Soul. Il videoclip del brano ha ricevuto tre nomination agli MTV Video Music Awards del 2001: Miglior video dell'anno, Miglior video femminile e Miglior video hip-hop.
La rivista Rolling Stone ha inserito la canzone in due classifiche: alla 14ª posizione in quella riguardanti i 100 migliori brani degli anni duemila e alla 466ª in quella dei 500 migliori brani di tutti i tempi e 17 anni dopo, nella lista aggiornata dello stesso magazine salì incredibilmente all'8º posto.
Al numero 467 è presente Big Pimpin' di Jay-Z, altra traccia prodotta da Timbaland incorporando elementi di una melodia orientale. La rivista ha definito il brano "una delle canzoni hip-hop più squisitamente bizzarre e gioiosamente sperimentali di sempre".
Pitchfork ha fatto di meglio, piazzando il brano alla settima posizione nella lista delle 500 migliori tracce degli anni 2000, definendola "un audacemente eccentrico colpo di genio, una canzone che ha avuto successo selvaggiamente nel suo obiettivo di spingere futurismo, stile globale, e assurdità iper-maniaca senza mezzi termini a livelli ugualmente elevati". La recensione continua elogiando la performance di Elliott asserendo che "Get Ur Freak On si è stabilita come parte integrante dell'evoluzione della musica pop nel ventunesimo secolo - ma non trattenete il respiro aspettando il giorno in cui sembrerà ordinaria".
Il brano è stato posizionato alto, precisamente al numero 17, anche nella classifica della rivista NME riguardo ai 150 migliori brani dei 15 anni passati.
Slant è la rivista che ha inserito la canzone alla posizione più alta nella propria classifica dei migliori singoli degli anni '00, ovvero alla settima; il recensore della rivista ha paragonato il brano a un autostop verso Bollywood nella macchina di Supercar". Ha concluso affermando che "questa canzone è ancora davvero fottutamente strana".
Stylus ha classificato il brano alla decima posizione nella lista delle migliori canzoni degli anni 2000. Tal Rosenberg, critico della rivista, ha paragonato l'arrangiamento della canzone alle atmosfere musicali di un film di Cronenberg, e ha affermato: "il beat è probabilmente il migliore di Timbaland; ma senz'altro è il più variegato del produttore".
Il canale musicale VH1 ha inserito il brano all'interno di due classifiche: al 24º posto nella lista delle 100 migliori canzoni degli anni 2000 e al 16° in quella dei 100 migliori brani hip-hop di sempre.

## Accoglienza
Il singolo ha avuto successo in molte classifiche di Billboard, la rivista che stila le classifiche ufficiali statunitensi. Nella classifica R&B ha raggiunto la terza posizione e ha passato un totale di 35 settimane in classifica. Nella Hot 100 è stato il secondo singolo di Elliott ad entrare in top10, dove ha raggiunto la posizione numero 7 durante la quindicesima settimana di permanenza in classifica. Il brano ha avuto successo grazie al passaggio radiofonico, e infatti ha raggiunto la posizione numero 6 nella classifica radiofonica statunitense.
Nella classifica britannica è stato il primo singolo dell'artista ad entrare in top10 e il quarto ad entrare in top20, dove ha raggiunto la quarta posizione. Anche nei Paesi Bassi è stato il primo singolo di Elliott ad entrare in top10, dove ha raggiunto la nona posizione e ha passato 4 settimane, su 14 settimane totali in classifica. In Svizzera ha raggiunto la posizione numero 16, diventando il primo singolo dell'artista ad essere entrato in top20.

## Classifiche
| Classifica (2001)       | Posizione massima |
| ----------------------- | ----------------- |
| Australia               | 44                |
| Austria                 | 44                |
| Belgio (Fiandre)        | 10                |
| Belgio (Vallonia)       | 13                |
| Francia                 | 39                |
| Germania                | 19                |
| Nuova Zelanda           | 24                |
| Paesi Bassi             | 9                 |
| Regno Unito             | 4                 |
| Svezia                  | 22                |
| Stati Uniti             | 7                 |
| Stati Uniti R&B/Hip-Hop | 3                 |
| Stati Uniti Rap         | 7                 |
| Classifica (2015)       | Posizione massima |
| Stati Uniti             | 40                |
| Stati Uniti R&B/Hip-Hop | 15                |
| Stati Uniti Rap         | 9                 |

## Formati e Tracce
Questi sono i formati e le tracce presenti nelle principali pubblicazioni di "Get Ur Freak On."

### Singolo per gli Stati Uniti
12" single
Side A
1. "Get Ur Freak On" (Album Version) - 3:57
2. "Get Ur Freak On" (Amended Version) - 3:57

Side B
1. "Get Ur Freak On" (Instrumental) - 3:53
2. "Get Ur Freak On" (Acapella) - 3:10
3. "Get Ur Freak On" (TV track) - 3:58

CD Promo
1. "Get Ur Freak On" (Amended Version)
2. "Get Ur Freak On" (Edit)
3. "Get Ur Freak On" (Album Version)
4. "Get Ur Freak On" (Instrumental)
5. "Get Ur Freak On" (TV Track)
6. "Get Ur Freak On" (Amended Acapella)

### Singolo per l'Europa
CD Promo
1. "Get Ur Freak On" Swagger (Edit) - 3:31

### Singolo per il Regno Unito
12" Special Edition
1. "Get Ur Freak On" (Superchumbo's Superfreakon Remix) - 8:53

CD Maxi-Single
1. "Get Ur Freak On" (Edit) - 3:31
2. "Get Ur Freak On" (Amended Version) - 3:57
3. "Get Ur Freak On" (Instrumental) - 3:53

### Singolo per la Germania
12" single
Side A
1. "Get Ur Freak On" (Edit) - 3:31
2. "Get Ur Freak On" (Album Version) - 3:57

Side B
1. "Get Ur Freak On" (Instrumental) - 3:53
2. "Get Ur Freak On" (Acapella) - 3:11
3. "Get Ur Freak On" (TV Track) - 3:50